# إليكترو بوي
إلكتروبوي أو الفتى الكهربيّ (بالإنجليزية: Electro Boy) هو مسلسل رسوم متحركة، صيني الإنتاج، يحكي عن الفتى سكوت الذي يواجه مغامرة كبيرة للقضاء على الأعداء وفي كل مغامرة تحدث له عقبة.

## قصة الكرتون
يحكي المسلسل قصة الفتى «سكوت»، الذي يدرس في المرحلة الابتدائية، ويحلم دائماً بأن يصبح يوماً ما بطلاً معروفاً لدى الجميع.
يصبح حلم «سكوت» حقيقة، عندما يقابل ذات يوم، الآلي الذكي «كابري»، القادم من المستقبل، من أجل القضاء على الآلي الشرير «روبري»، الذي يخطط لتحطيم العالم.
تتغير حياة «سكوت» تماماً، عندما يقدم له الآلي «كابري» هدية خاصة، عبارة عن ساعة إلكترونية، يستطيع بواسطتها أن يتحول إلى فتى إليكتروني، يتمتع بقوة هائلة، وطاقة كهربية كبيرة، تعينه على محاربة الآلي الشرير «روبري»، وتمكّنه من مساعدة الآخرين.
يصبح الفتى الإلكتروني «سكوت» بطلاً في نظر أصدقائه، الذين لا يعرفون هويته الحقيقية، ويتمكن مع صديقه الآلي «كابري» من مواجهة الشرير «روبري»، وإنقاذ العالم من الدمار.

## شخصيات المسلسل
سكوت : فتى يدرس في المرحلة الابتدائية، ويحلم دائماً بأن يصبح بطلاً ويلتقي ذات يوم الآلي «كابري» القادم من المستقبل، الذي يهديه ساعة إلكترونية، يتحول بواسطتها إلى فتى إلكتروني، ويخوضان معاً صراعاً قويّاً ضد الآلي الشرير «روبري»، الذي يخطط لتدمير العالم ويتصف بفضوله الشديد، وحب الاستطلاع، والتزامة بالوقت ويهوى ألعاب الفيديو، خاصة بعدما تلقى الساعة السحرية هدية من «كابري» ويمكنه أن يتحول بواسطة ساعته السحرية إلى بطل خارق «إليكترو بوي»، يحارب الشر المتمثل في الآلي «روبري».
كابري: روبوت متعدد الوظائف يأتي من المستقبل بحثاً عن الاختراعات المسروقة ويهدي الفتى «سكوت» ساعة إليكترونية سحرية، تمكنه من التحول إلى فتى إلكتروني، يتمتع بقدرة فائقة ويواجه مع الفتى الإلكتروني الآلي الشرير «روبري»، الذي يسعى إلى تدمير العالم وهو محب للخير، ويتصف بأنه متواضع وصادق وأمين
داف: زميل دراسة لبطل أحداث المسلسل «سكوت» وهو في كثير من الأحيان، تبدو الحماقة في تصرفاته ولا يتمتع بالشجاعة الكافية، ويتملكه الخوف في المواقف الصعبة وكثير الشجار مع زميله الثري «توبي»، وعلى الرغم من ذلك فهما صديقان حميمان.